# Mareanivka, Hmelnîțkîi
Mareanivka (în ucraineană Мар'янівка) este un sat în așezarea urbană Ciornîi Ostriv din raionul Hmelnîțkîi, regiunea Hmelnîțkîi, Ucraina.

## Demografie
Componența lingvistică a localității Mareanivka
     Ucraineană (97,88%)
     Rusă (1,9%)
     Alte limbi (0,12%)
Conform recensământului din 2001, majoritatea populației localității Mareanivka era vorbitoare de ucraineană (97,88%), existând în minoritate și vorbitori de rusă (1,9%).